# Sapanca
Sapanca é uma cidade e distrito (em turco: ilçe) do noroeste da Turquia, que faz parte da  província de Sakarya e da Região de Mármara. O distrito tem 139 km² de área e em 2012 a sua população era de 38 291 habitantes (densidade: 275,5 hab./km²), dos quais 33 000 moravam na cidade.
No passado chamada Sabandja, pode ter sido a Sofon (em grego: Σοφών; romaniz.: Sofhó̱n; lit. "Sábio"), Sofan (Sofhan) ou Sofange (Sofhange) bizantina. Situa-se a ocidente do rio Sakarya (Sangário na Antiguidade), na margem sudeste do lago Sapanca (em turco: Sapanca Gölü), um lago de água doce tectónico, com 45 km² de área que, juntamente com as montanhas próximas, constituem, devido à sua beleza natural, os principais atrativos turísticos do distrito, que goza de alguma popularidade, nomeadamente entre os residentes das metrópoles relativamente próximas de Istambul e de İzmit.[carece de fontes?]

## História
Há muito poucos vestígios bizantinos ou anteriores e pouco se sabe da sua história pré-islâmica. A região fazia parte da Frígia em 1 200 a.C., quando ali teria existido um povoado. A cidade terá sido fundada em 378 d.C., como parte da província da Bitínia. O historiador romano do século IV Amiano Marcelino menciona que o Lago Sumonense (Lacus Sumonensis) era famoso pelo seu peixe e os bizantinos chamavam Sifones à montanha perto do lago.[carece de fontes?] Segundo o viajante e escritor otomano do século XVII Evliya Çelebi a cidade teria sido fundada por um tal de Sabandji Kodjo (Sapanca Koca), mas muitos autores pensam que este terá sido apenas um herói epónimo.[carece de fontes?]
Sapanca só aparece na história no século XVI, quando Rustem Paxá, grão-vizir de Solimão, o Magnífico, ali terá fundado uma mesquita, um hamame (balneário público), um caravançarai e um imarete [a], este último, como a mesquita, construído pelo arquiteto imperial Sinane. Estas estruturas são mencionadas por Evliya Çelebi, que  visitou a cidade um século depois e relata que tinha mil casas "cobertas com telhas", cerca de 5 000 habitantes e era o centro de um caza da luá [b] de Cojaili (ou Koca-Ili) do eialete[b] do capitão paxá ("Capitão do Mar", o comandante da Marinha Otomana).[carece de fontes?] Çelebi referiu-se também ao mercado e à beleza do imarete e do hamame. A sua importância advinha da sua posição entre a capital imperial e o interior da Anatólia.
No século XX foi dotada de uma estação ferroviária. Em 16 de março de 1921, durante a guerra greco-turca de 1919-1922, foi ocupado pelos gregos, que só retiraram em 21 de junho. Os combates provocaram grandes estragos na cidade. Em 1960, a cidade tinha 5 788 habitantes e o distrito 13 114.[carece de fontes?]